# Исраэль хайом
«Исраэ́ль хайо́м» (ивр. ישראל היום‎ — «Израиль сегодня») — бесплатная ежедневная (кроме субботы) израильская газета на иврите, выходящая с 30 июля 2007 года. Наиболее распространенная газета в Израиле.

## История
После конфликта между консервативным американским миллиардером Шелдоном Адельсоном и израильским журналистом и бизнесменом Шломо Бен-Цви, выпускавшими на паях бесплатную газету «Израильтянин» (ישראלי), Адельсон в 2007 году создал бесплатную ежедневную газету «Исраэль хайом». Название газеты представляет собой вариацию названия самой популярной газеты США — USA Today.
На должность главного редактора издания был приглашён израильский журналист Амос Регев. С газетой сотрудничают известнейшие израильские журналисты Дан Маргалит и Мордехай Гилат. В начале своего пути, газета выходила пять дней в неделю, кроме пятницы и субботы. С 20 ноября 2009 года «Исраэль хайом» выходит и по пятницам в расширенном виде.

## Популярность и тираж

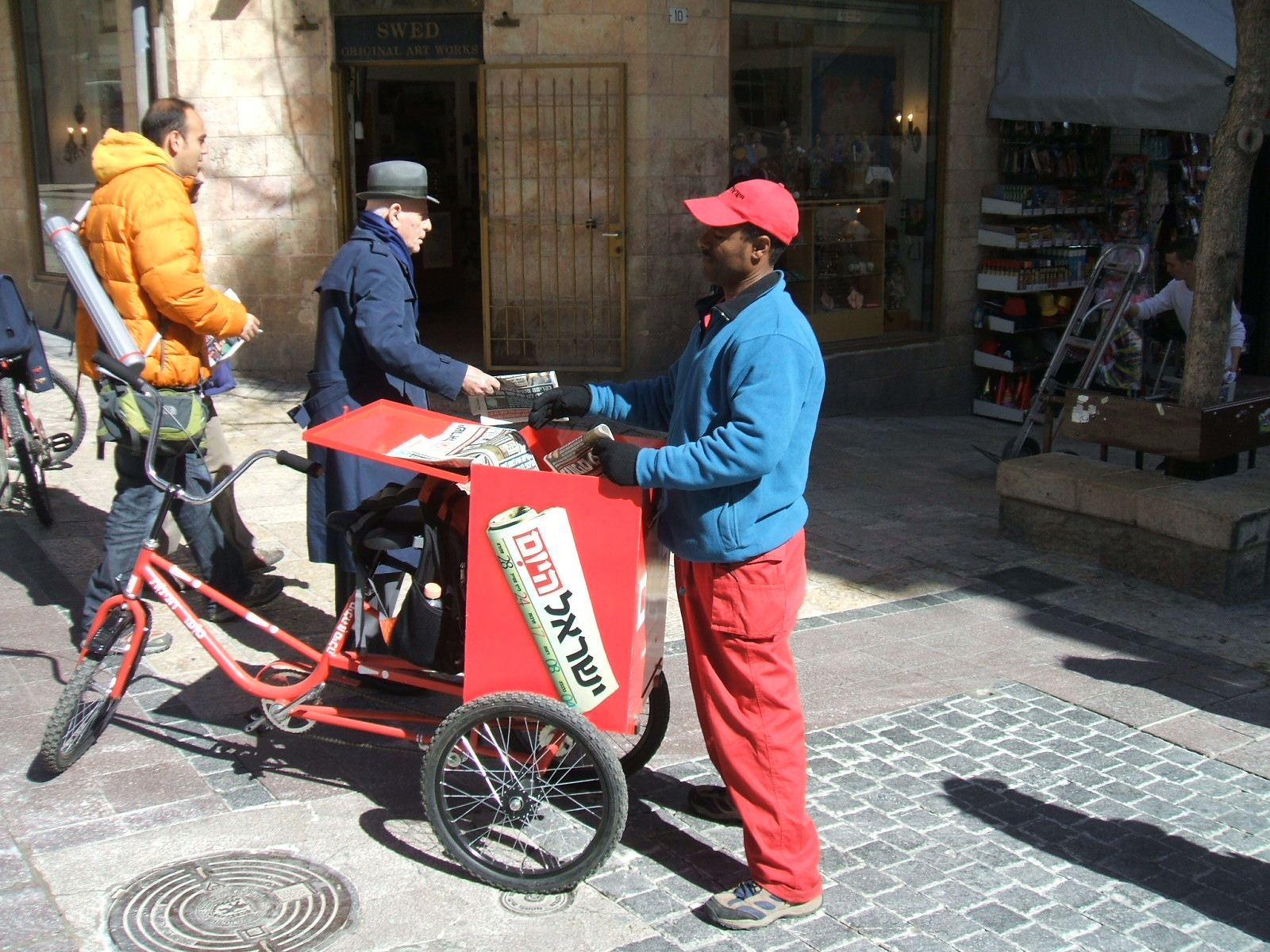
Бесплатное распространение «Исраэль хайом» в Иерусалиме

В начале 2010 года пятничный выпуск газеты выходил тиражом в 350 000 экземпляров.
Ежедневный тираж газеты составляет 255 000 экземпляров, причём почти 155 000 распространяется в местах скопления населения (улицы, автобусные и железнодорожные станции, больницы, торговые центры и т. п.), а 100 000 экземпляров распространяются по домам.
На официальном веб-сайте «Исраэль хайом» есть архив прошлых выпусков газеты и информационный бюллетень с наиболее популярными и важными статьями.
В 2010 году «Исраэль хайом» впервые стал самой читаемой газетой Израиля, и с 2014 года сохраняет эту позицию.

## Политика
«Исраэль Хайом» считается консервативной газетой, выражающей позицию правых кругов Израиля; издание поддерживает Биньямина Нетаньяху и его партию Ликуд. Издание проводило, совместно с НКО «Ха-Шомер ха-хадаш», конференции по борьбе с преступностью, в первую очередь бедуинской, в южном Израиле.

## Рентабельность
Один из ведущих израильских издателей Шломо Бен-Цви свидетельствовал в израильском суде в сентябре 2011 года, что убытки от деятельности «Исраэль хайом», покрываемые владельцем газеты, американским миллиардером Шелдоном Адельсоном, составляют около 3 миллионов шекелей (750 тысяч американских долларов) в месяц.

## Критика
Противники Биньямина Нетаньяху (израильские левые и центристы) используют для обозначения «Исраэль хайом» уничижительный термин «бибитон» — слияние слов «Биби» (прозвище Нетаньяху) и «итон» («газета» на иврите). Они критикуют Шелдона Адельсона и редакционную политику «Исраэль хайом» за правую направленность и поддержку Биньямина Нетаньяху.
После самосожжения 57-летнего разорившегося бизнесмена Моше Сильмана, ранее проходившего психиатрическое лечение, в июле 2012 года израильские газеты опубликовали его посмертное послание. Так же поступила и газета «Исраэль хайом». Фотография письма была опубликована на страницах газеты, однако строки, в которых Сильман обвинял Нетаньяху в бедственном положении израильских граждан, на фото отсутствовали, что послужило поводом для критики и пародий.

## Попытки запрета
Предпринимался ряд попыток запретить газету или воспрепятствовать её бесплатному распространению.
Так, в 2009 году группа депутатов попыталась провести закон, по которому владелец газеты, издающейся в Израиле, обязан иметь израильское гражданство. Закон был явным образом направлен против «Исраэль Хайом» и его владельца Шелдона Адельсона, из-за чего стал известен как «Закон Эдельсона». Его лоббирование приписывали владельцам конкурирующих с «Исраэль хайом» газет «Едиот ахронот» и «Маарив».
В начале 2010 года депутат Кнессета от партии Кадима Марина Солодкина выдвинула законопроект, разрешающий бесплатное распространение газет только в течение первого года. Законопроект провалился в Кнессете: за него проголосовали только 14 депутатов и 61 против.
В 2014 году Эйтан Кабель, депутат Кнессета от партии Авода, внёс законопроект, ставящий вне закона бесплатное распространение газеты, если это полноразмерная газета, выходящая шесть дней в неделю. Хотя целью закона была объявлена защита израильских газет в период экономических трудностей, он стал известен как «Закон Исраэль Хайом», поскольку это единственная ежедневная газета на иврите, соответствующая его параметрам.